# Tom McCarthy (Eishockeyspieler, 1960)
Thomas Joseph „Tom“ McCarthy (* 31. Juli 1960 in Toronto, Ontario; † 13. April 2022 in Puerto Vallarta, Mexiko) war ein kanadischer Eishockeyspieler und -trainer, der im Verlauf seiner aktiven Karriere zwischen 1979 und 1989 unter anderem 529 Spiele für die Minnesota North Stars und Boston Bruins in der National Hockey League (NHL) auf der Position des linken Flügelstürmers bestritten hat. Sein Onkel John Stewart war ebenfalls professioneller Eishockeyspieler.

## Karriere
McCarthy spielte während seiner Juniorenzeit zwischen 1976 und 1979 in der Ontario Provincial Junior Hockey League und der Ontario Major Junior Hockey League unter anderem für die Kingston Canadians und Oshawa Generals. Parallel ging er am Durham College seinem Studium in Sportverwaltung nach. Seine Leistungen – unter anderem verbuchte er in seinem letzten Juniorenjahr 144 Scorerpunkte und wurde er ins First All-Star Team der OMJHL gewählt – führten dazu, dass der Stürmer im NHL Entry Draft 1979 bereits an der zehnten Gesamtposition von den Minnesota North Stars aus der National Hockey League (NHL) ausgewählt wurde.
Der Angreifer wechselte schließlich zur Saison 1979/80 zu den North Stars in den Profibereich, nachdem er im Jahr zuvor noch ein Vertragsangebot der Birmingham Bulls aus der World Hockey Association (WHA) ausgeschlagen hatte. Der 19-Jährige absolvierte eine solide Rookiesaison in Minnesota mit 36 Scorerpunkten in 68 Partien. Auch in den folgenden sechs Jahren gehörte McCarthy zum Stammkader der North Stars. Er bestritt sein bestes Jahr in der Spielzeit 1982/83 mit 76 Scorerpunkten und der Einladung zum NHL All-Star Game. In den Spieljahren 1984/85 und 1985/86 wurde der Angreifer von Verletzungen sowie Krankheiten zurückgeworfen und fiel große Teile der Saison 1985/86 aufgrund einer idiopathischen Fazialisparese aus.
Im Mai 1986 wurde McCarthy zu den Boston Bruins transferiert. Die Bruins erhielten im Gegenzug ein Drittrunden-Wahlrecht im NHL Entry Draft 1986 und ein Zweitrunden-Wahlrecht im NHL Entry Draft 1987. Dort konnte er in der ersten von zwei Spielzeiten mit 59 Punkten in 68 Spielen noch einmal an die vorherigen Leistungen anknüpfen. Die Saison 1987/88 verlief dann weniger erfolgreich, da er kaum spielte und auch in der American Hockey League (AHL) eingesetzt wurde. Seine Karriere ließ er schließlich im Folgejahr bei Asiago Hockey in der italienischen Serie A ausklingen.
Nach dem Ende seiner aktiven Laufbahn geriet McCarthy mit dem Gesetz in Konflikt. Aufgrund des Handels mit Marihuana erhielt er eine Gefängnisstrafe von fünf Jahren und zehn Monaten, die er ab 1994 sowohl in den Vereinigten Staaten als auch Kanada absaß. Im Jahr 1998 wurde er vorzeitig aus der Haft entlassen. McCarthy widmete sich in der Folge seiner Trainerkarriere und betreute nach Beendigung der Haft hauptverantwortlich zahlreiche Juniorenteams unter anderem in der Northern Ontario Junior Hockey League und Ontario Junior Hockey League. Im Sommer 2016 übernahm der Ex-Spieler seinen ersten Trainerposten sowohl im Herrenbereich als auch außerhalb von Nordamerika, als er vom rumänischen Klub HSC Csíkszereda aus der südosteuropäischen MOL Liga verpflichtet wurde. Das Engagement endete jedoch bereits im November desselben Jahres vorzeitig. Er kehrte daraufhin wieder in den Juniorenbereich Ontarios zurück.
McCarthy verstarb am 13. April 2022 im Alter von 61 Jahren im mexikanischen Puerto Vallarta in Folge eines Aortenaneurysmas.

## Erfolge und Auszeichnungen
- 1979 OMJHL First All-Star Team
- 1983 Teilnahme am NHL All-Star Game

## Karrierestatistik
(Legende zur Spielerstatistik: Sp oder GP = absolvierte Spiele; T oder G = erzielte Tore; V oder A = erzielte Assists; Pkt oder Pts = erzielte Scorerpunkte; SM oder PIM = erhaltene Strafminuten; +/− = Plus/Minus-Bilanz; PP = erzielte Überzahltore; SH = erzielte Unterzahltore; GW = erzielte Siegtore; 1 Play-downs/Relegation; Kursiv: Statistik nicht vollständig)